# نسخ متماثلة (فلم 2018)
نسخ متماثلة (بالإنجليزية: Replicas) هو فيلم خيال علمي تم إنتاجه في الولايات المتحدة وصدر سنة 2018 بطولة كيانو ريفز.

## القصة
عالم أحياء اصطناعية جريء، بعد فقدانه عائلته في حادث سيارة؛ لن يوقفه أي شيء عن محاولة استعادتهم من جديد، حتى ولو اضطر لمواجهة مختبر حكومي أو مجابهة قوانين الفيزياء.

## الميزانية والإيرادات
حقق الفيلم أرباح تقدر بـ 3.4 مليون دولار.

## وصلات خارجية
- مقالات تستعمل روابط فنية بلا صلة مع ويكي بيانات

نسخ متماثلة على IMDb
نسخ متماثلة على Rotten Tomatos